# Kolegiata św. Mateusza Apostoła w Nowym Stawie
Kolegiata św. Mateusza Apostoła w Nowym Stawie – gotycki kościół rzymskokatolicki zbudowany z inicjatywy Zakonu krzyżackiego oraz mieszkańców Nowego Stawu na przełomie XIV i XV wieku.

## Historia

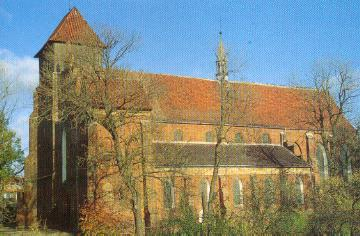
Kolegiata św. Mateusza

Świątynia była wzmiankowana po raz pierwszy w 1400 roku. W 1400 roku mieszczanie nowostawscy podjęli decyzję o budowie nowego kościoła miejskiego pw. św. Mateusza. W ciągu kilkudziesięciu lat wzniesiono jeden z najpotężniejszych i najważniejszych obiektów architektury gotyckiej na Żuławach. Świątynię konsekrowano w 1408 roku. Jej rozmiary wynosiły 30 × 55 metrów, a wysokość ok. 55 m. Prace ukończono pod koniec XV wieku. Budowa nowego kościoła gotyckiego była wyraźnym znakiem wyodrębnienia parafii miejskiej ze starej parafii św. Ducha w Nytyskiej Wsi, z którą miasto było pierwotnie związane. Budowa kościoła św. Mateusza na peryferiach ówczesnego Nowego Stawu może świadczyć o obronnym charakterze budowli. Historycy przypuszczają, że innym powodem lokalizacji kościoła było znaczne oddalenie od zabudowy mieszkalnej, narażonej na częste pożary.
W pierwszej połowie XV wieku (najpewniej ok. 1400 roku) siedzibę parafii nowostawskiej przeniesiono z kościoła św. Ducha do kościoła św. Mateusza. Kościół św. Ducha w Nytyskiej Wsi stał się wówczas świątynią filialną kościoła św. Mateusza. Należy wspomnieć o istnieniu w granicach Nowego Stawu jeszcze jednej świątyni. Do roku 1606 funkcjonował tutaj kościół św. Jerzego. W okresie reformacji kościół św. Mateusza zachował swój katolicki charakter. Po pożarze w 1568 roku, w którym zniszczone zostało jego wyposażenie, został odbudowany w latach 1573–1574 dzięki fundacji opata oliwskiego Kaspra Geschkau. W dokumentach wizytacyjnych z XVI wieku opaci oliwscy nazywali nowostawską świątynię „bazyliką żuławską”.
Kolejne stulecia, I wojna światowa oraz II wojna światowa nie przyczyniły się do znacznych zniszczeń obiektu. Kolegiata św. Mateusza Apostoła od 15 stycznia 2015 jest siedzibą żuławskiej kapituły kolegiackiej. Instalacja kanoników będzie miała miejsce 21 września 2015. Obecnie prowadzone są intensywne prace renowacyjne kościoła, mające na celu zachowanie historycznych walorów obiektu.

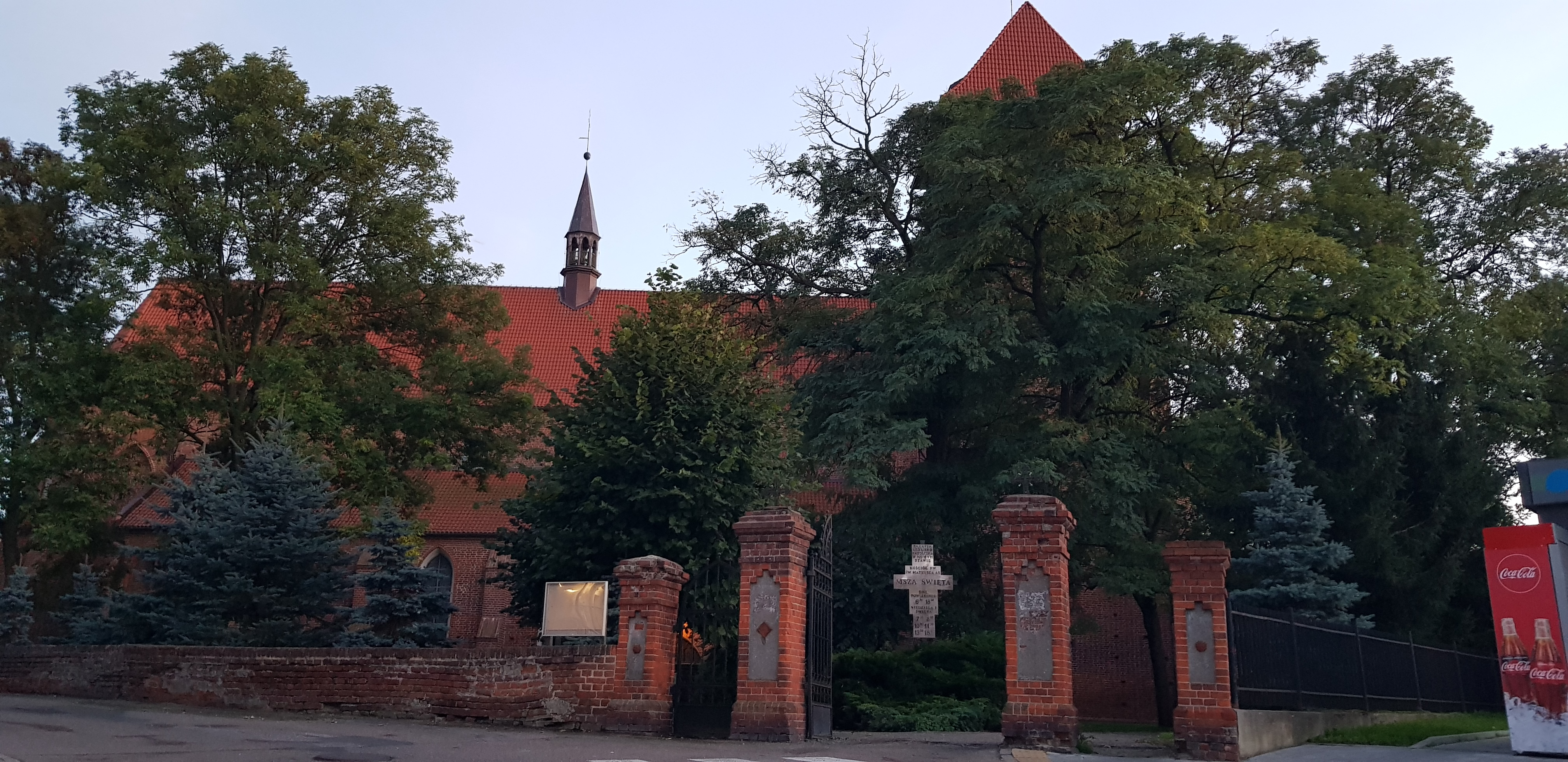
Widok na kolegiatę

## Wygląd

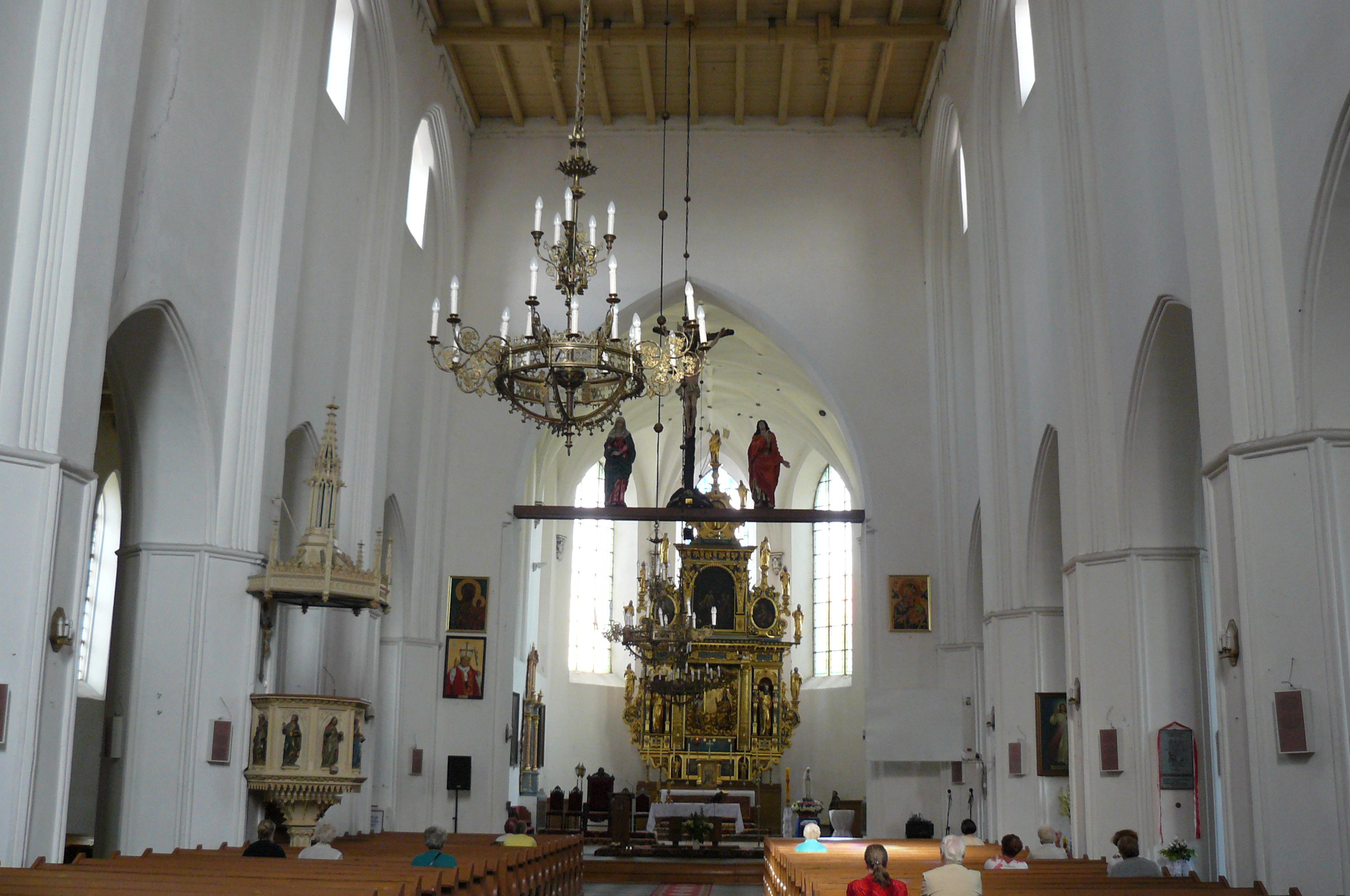
Wnętrze świątyni

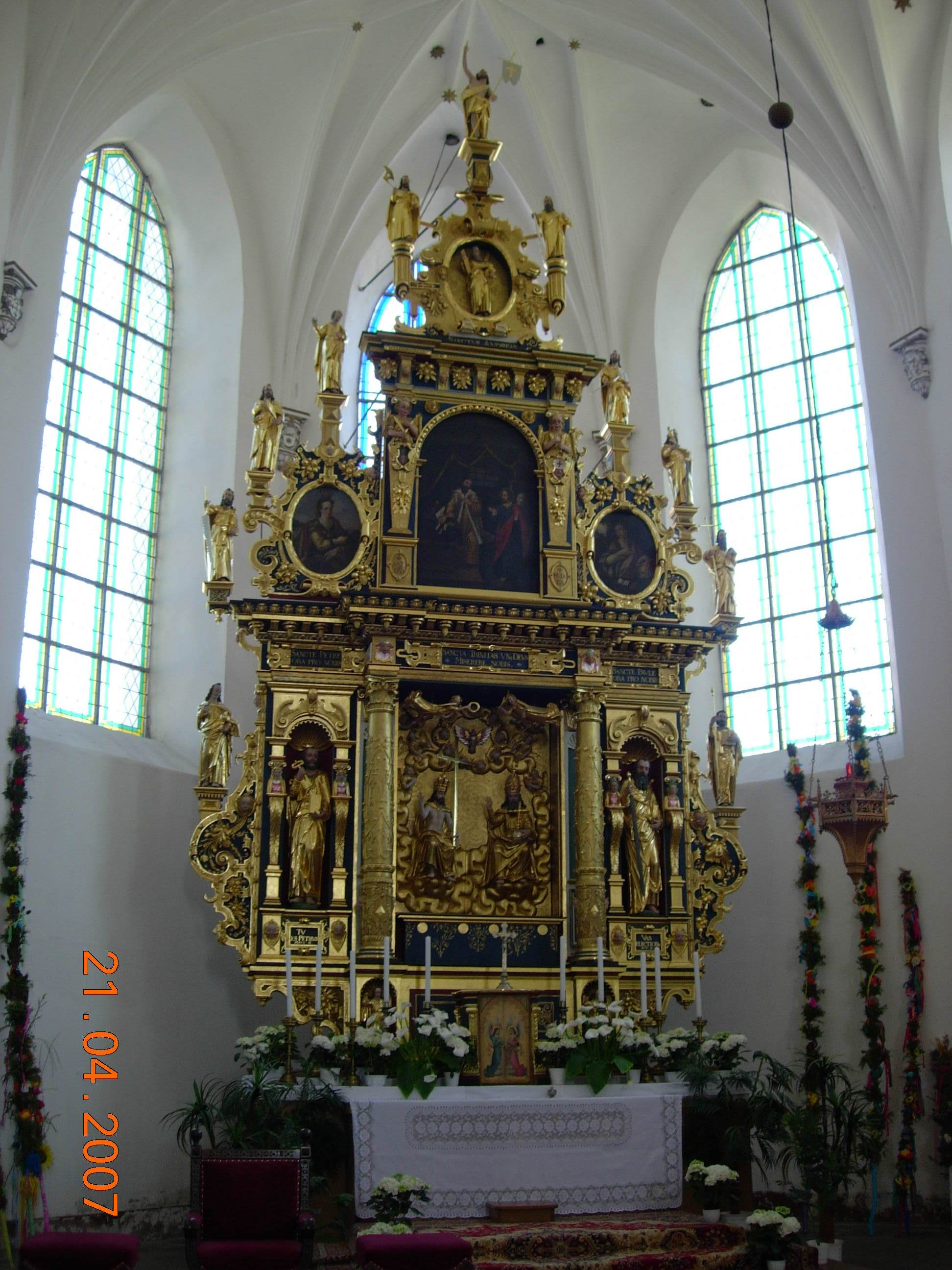
Ołtarz główny w kościele św. Mateusza

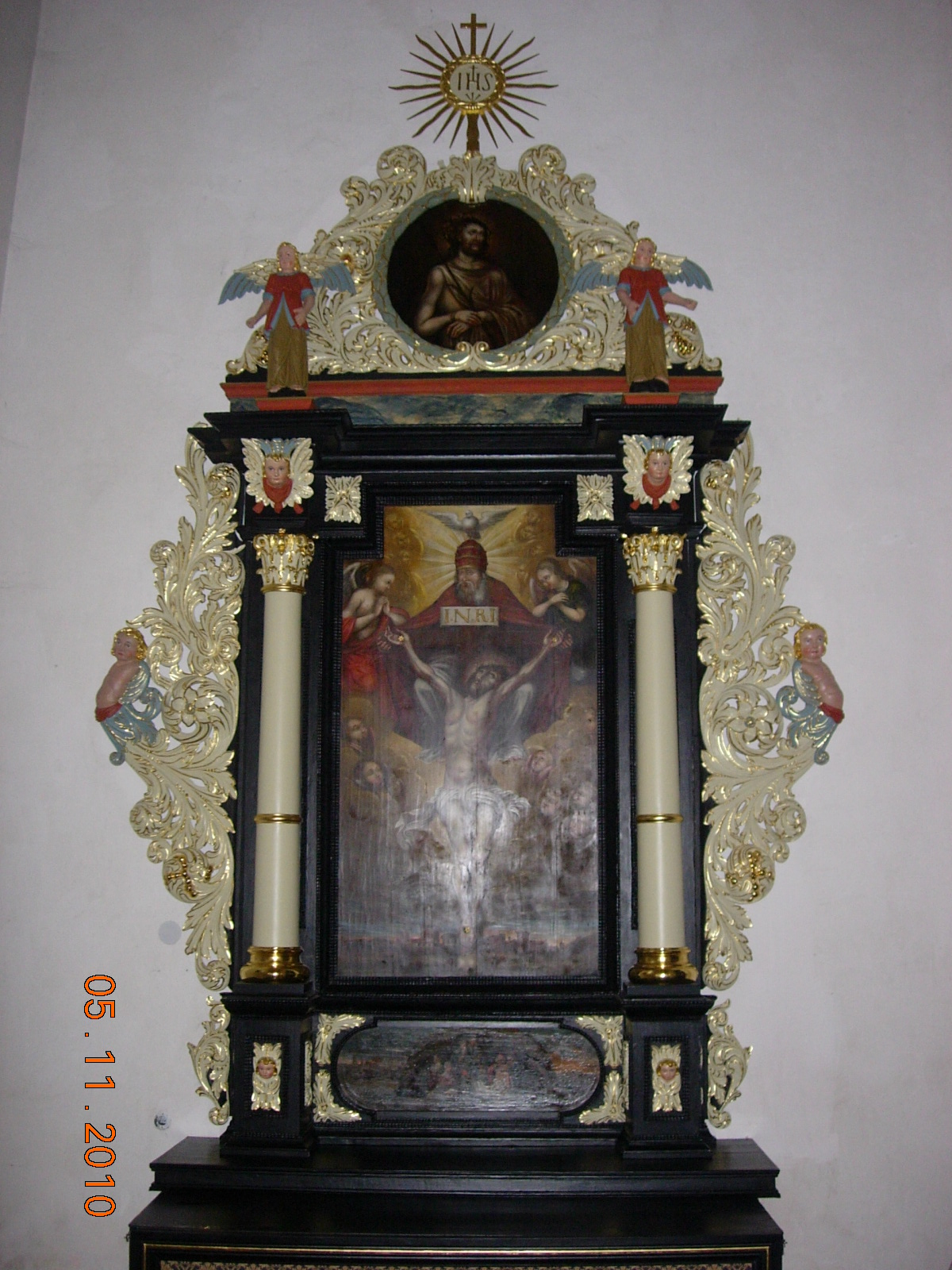
Barokowy ołtarz „Ecce Homo”

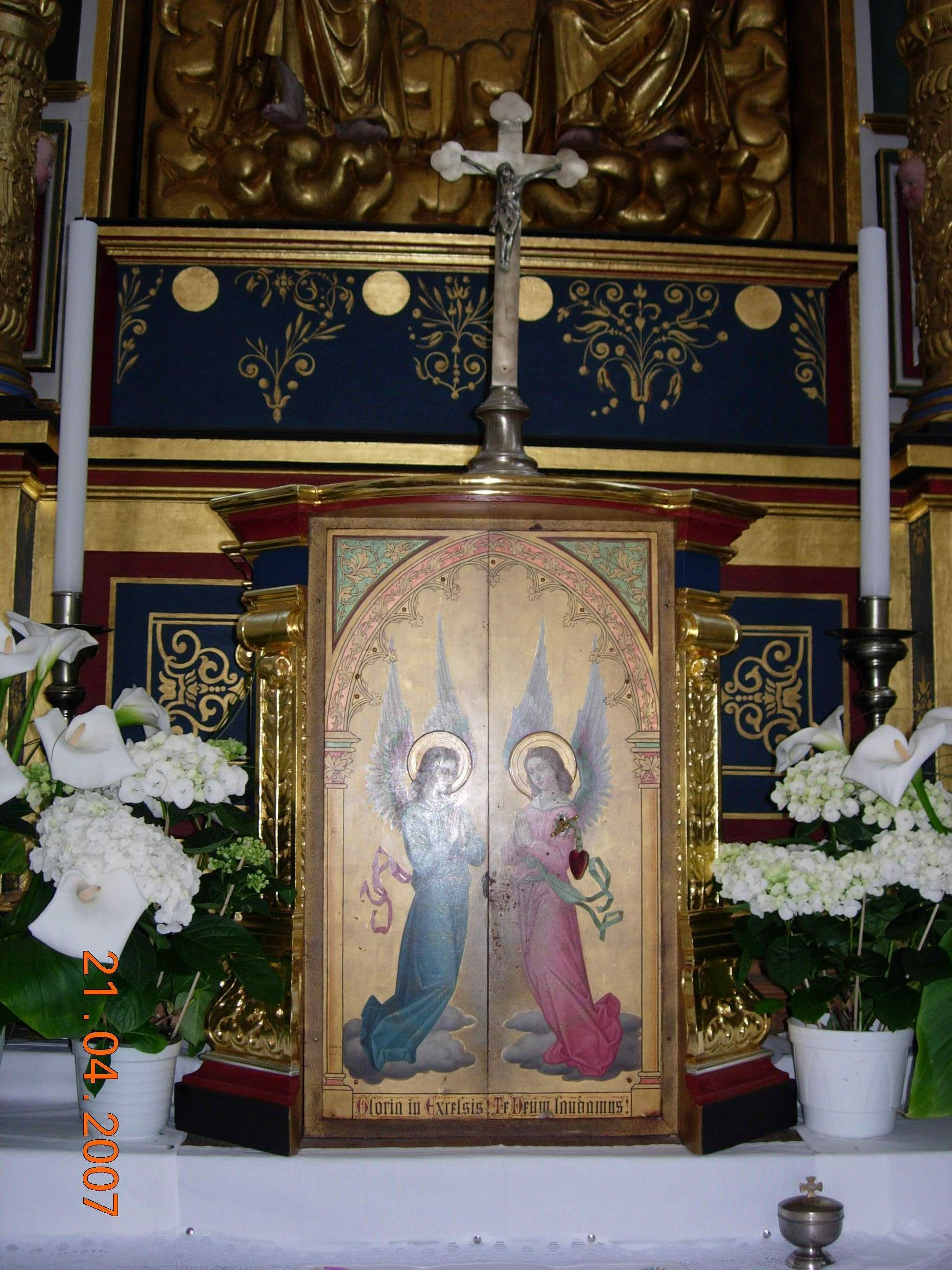
Tabernakulum

### Ołtarze
Gotycka budowla poświęcona św. Mateuszowi, opiekunowi celników, jest kościołem w typie bazylikowym, trzynawowym, o harmonijnym zespole wnętrza. Nawy boczne są oddzielone od nawy głównej ośmiobocznymi filarami. Pomimo przebudowy przeprowadzonej w latach 1573–1574 świątynia zachowała swój gotycki charakter. Posiada dwie monumentalne nierówne wieże, oraz płaski, drewniany strop. Drewniana nadbudowa wieży północnej pochodzi z roku 1704. W latach 1573–1574 mistrz Bartłomiej Piper wykonał nad prezbiterium gotyckie sklepienie gwiaździste, natomiast w zakrystii sklepienie gwiaździste i krzyżowe.

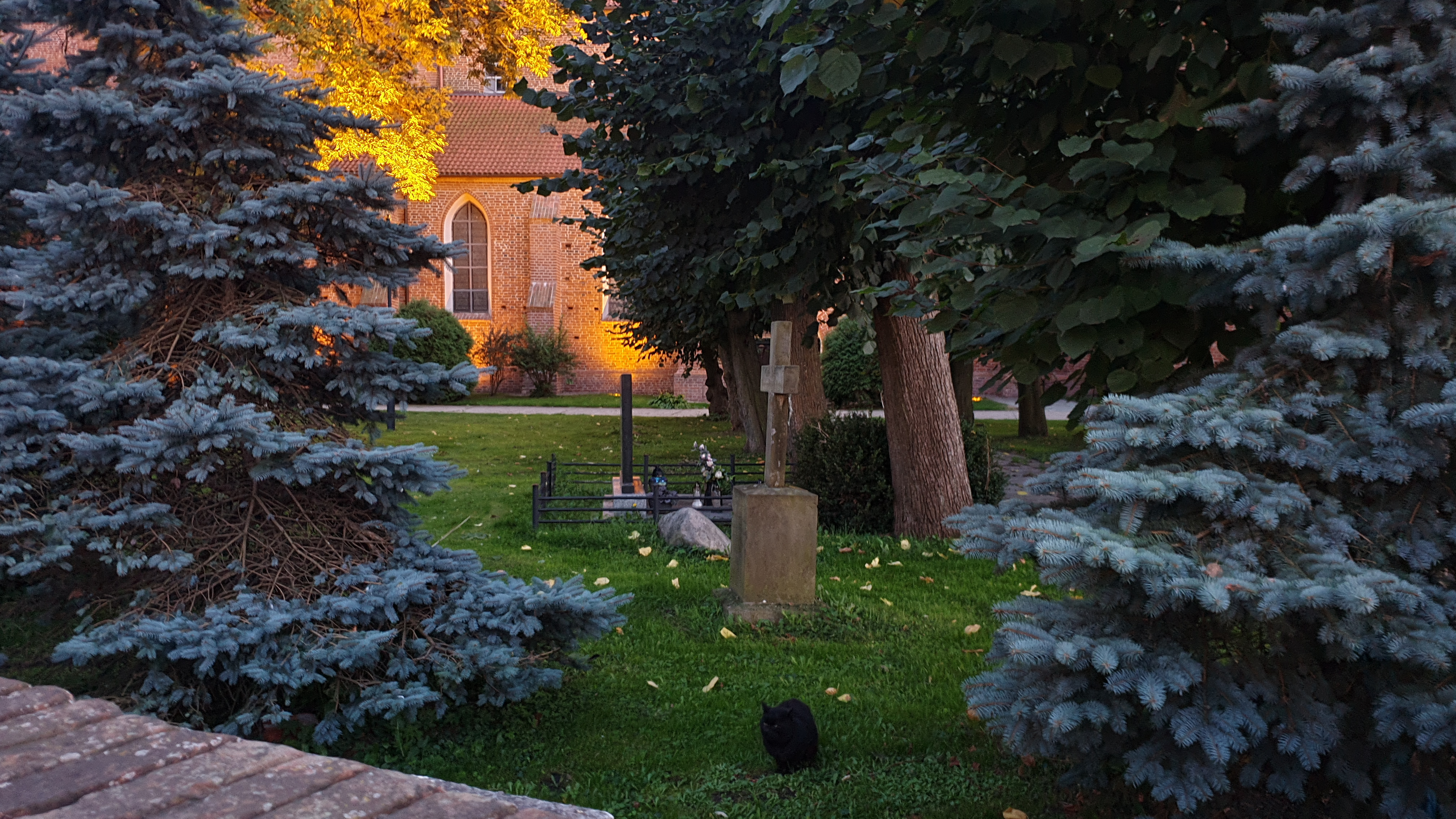
Widok zza drzew

## Zabytki
- Ołtarz Trójcy Przenajświętszej – manierystyczny ołtarz główny Trójcy Przenajświętszej z 1609 roku został sprowadzony z kościoła św. Katarzyny w Braniewie przez ówczesnego proboszcza ks. Mockiego. Pierwotny ołtarz gotycki został zniszczony prawdopodobnie podczas pożaru z 1568 roku. W 2006 roku przeprowadzono gruntowną renowację zabytku.
- Ołtarze boczne – w nawach bocznych i prezbiterium znajdują się ponadto 4 barokowe ołtarze boczne. Ołtarze „Biczowanie” oraz świętego Józefa zdobiące prezbiterium zostały poddane renowacji w roku 2009. Ołtarz „Ecce Homo” pochodzi z XVIII wieku, ma barokowy charakter, jest z warsztatu pomorskiego, drewniany, polichromowany, umieszczony w północnej nawie kościoła. W części centralnej retabulum obraz przedstawiający Trójcę Świętą, w rzeźbionej, profilowanej ramie. Po bokach kolumny, z głowicami korynckimi i ażurowe uszaki, ozdobione ornamentami z mięsistego akantu. Powyżej, nad gzymsem, zwieńczenie w kształcie owalnym, z obrazem przedstawiającym „Ecce Homo”, malowanym olejno na płótnie, w ramie ozdobnej akantem. Nad obrazem, na cokole, ustawiona promienista gloria. Mensa typu sarkofagowego, z centralnie umieszczonym monogramem „IHS”, ozdobionym ornamentem roślinnym. Trzeci obraz przedstawia złożenie Pana Jezusa do grobu. Ołtarz został poddany renowacji w 2010 roku.

### Figury
- Figura Madonny z Dzieciątkiem – późnogotycka rzeźba Madonny z Dzieciątkiem pochodząca prawdopodobnie z jednego z nieistniejących gotyckich ołtarzy kościoła. Wykonana około roku 1500. Wysokość – 110 cm, poddana renowacji w 2009 roku, znajduje się w prezbiterium świątyni.
- Figury św. Piotra Apostoła i św. Pawła Apostoła – pochodzące z XIX wieku.

### Inne zabytki
- Feretron Najświętszej Maryi Panny i Trójcy Przenajświętszej z XVIII wieku

- Feretron Narodzenia Chrystusa i Powołania św. Mateusza z XVIII w.

- Obraz Adoracji Najświętszego Sakramentu z XVIII w. znajdujący się w prezbiterium świątyni

- Obrazy Ewangelistów: Marka, Mateusza, Jana i Łukasza znajdujące się w prezbiterium świątyni

- Ambona z XIX w. w nawie głównej

- Gotycka chrzcielnica z XV w. w przedsionku świątyni